# Kancler Nemčije
Kancler Nemčije je naziv visokega javnega funkcionarja Nemčije, ki je v zgodovini države pripadal nosilcem različnih funkcij, od leta 1949 pa z njim označujemo zveznega kanclerja Zvezne republike Nemčije (nemško Bundeskanzler(in) der Bundesrepublik Deutschland), vodjo Vlade Zvezne republike Nemčije – položaj, primerljiv s predsednikom vlade v drugih državah s parlamentarno ureditvijo.
Izvira iz položaja, ki ga je prvi zasedal Otto von Bismarck v Severnonemški konfederaciji tik pred združitvijo Nemčije. Vloga kanclerja se je skozi zgodovino močno spreminjala, sedaj pa je vodja izvršilne veje oblasti in politično najmočnejša oseba v državi, čeprav sta po protokolu nad njim še predsednik Nemčije in predsednik Bundestaga. V sedanji obliki obstaja položaj od sprejema zvezne ustave leta 1949. Po njej je kancler v veliki meri neodvisen od predsednika in ima pravico določati pristojnosti vladnih ministrov ter njihovo število.
Prvi kancler Nemčije po sedanjem sistemu je bil Konrad Adenauer.

## Bonitete

### Urad in rezidenca
Od leta 2001 je uradni sedež kanclerja Bundeskanzleramt v Berlinu. Nekdanji sedež Palais Schaumburg v nekdanji prestolnici Bonn, zdaj služi kot sekundarni uradni sedež. Kanclerjevo prebivališče za podeželski umik je Schloss Meseberg v deželi Brandenburg.
Zasebno prenočišče kanclerjev v Bonnu je bil pred tem kanclerjev bungalov, ki ga je zgradil Ludwig Erhard v parku Palais Schaumburg, medtem ko je njegov predhodnik Konrad Adenauer živel v svoji zasebni hiši blizu Bonna. Pod Adenauerjem je vlada leta 1962 pridobila tudi vilo v Dahlemu, predmestnem okrožju jugozahodnega Berlina, kot pied-a-terre kanclerjev v Zahodnem Berlinu. Gerhard Schröder je tam živel med letoma 1999 in 2001. Od leta 2004 pa služi kot zasebna rezidenca predsednikov Nemčije. Angela Merkel je z možem živela v zasebnem stanovanju v središču Berlina. 

### Plača
Nemški kancler, ki je nosilec tretje najvišje državne funkcije v Nemčiji, prejme 220.000 € na leto in 22.000 € bonusa, torej eno in dve tretjini plačnega razreda B11.

## Seznam kanclerjev
Glej članek: Seznam kanclerjev Zvezne republike Nemčije

## Podkancler
Kancler mora za podkanclerja imenovati enega od vladnih ministrov. Podkancler lahko kanclerja nadomešča, če je ta odsoten ali ne more opravljati svojih nalog. Čeprav je kancler teoretično svoboden pri izbiri ministra, je v koalicijskih vladah podkancler običajno vodja druge največje koalicijske stranke.
Če se kanclerju izteče mandat ali če odstopi, mora Bundestag izvoliti novega kanclerja. Nemški predsednik lahko od nekdanjega kanclerja zahteva, da svojo opravlja funkcijo do izvolitve novega nosilca funkcije, če pa tega noče ali ne zmore, lahko predsednik imenuje tudi podkanclerja za vršilca dolžnosti, dokler ni izvoljen naslednik. To se je zgodilo enkrat: 7. maja 1974 je kancler Willy Brandt odstopil zaradi afere Guillaume, vohunskega škandala. V svojem odstopnem pismu predsedniku Gustavu Heinemannu je prosil, da se od njega ne zahteva naj ostane na položaju kot vršilec dolžnosti, temveč da namesto tega imenuje podkanclerja za vršilca dolžnosti. Predsednik Heinemann je prošnji ugodil. Podkancler Walter Scheel je bil imenovan za vršilca dolžnosti kanclerja in je služboval devet dni do izvolitve Helmuta Schmidta 16. maja 1974.